# Kaire Mbuende

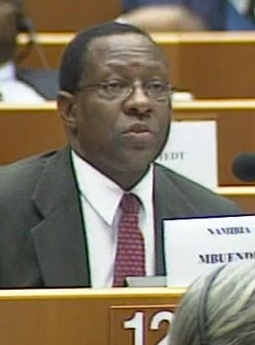
Kaire Mbuende, 2000

Kaire Munionganda Mbuende (* 28. November 1953 in Windhoek) ist ein namibischer Wirtschaftssoziologe, Politiker und Diplomat. Er ist seit dem 22. März 2025 Direktor der Nationalen Planungskommission und damit Mitglied des Kabinett Nandi-Ndaitwah.

## Leben
Mbuende wurde 1953 in Windhoek geboren. Sein Vater Gabriel Mbuende war Schullehrer; sein Großvater Gotthard Mbuende war Mitglied im Herero-Rat unter Hosea Kutako. 1970 wurde Mbuende Mitglied der Südwestafrikanischen Volksorganisation (SWAPO) und wurde 1974 gezwungen ins Exil zu gehen – zuerst nach Sambia und Tansania, Ende der 1970er Jahre zum Studium nach Schweden. Mbuende absolvierte bis 1986 einen B.A. (Hons) in Wirtschaftsgeschichte und -soziologie sowie einen Ph.D. in Wirtschaftssoziologie an der Universität Lund und lehrte die darauffolgenden Jahre an den Universitäten Lund und Aarhus.
1989 wurde Dr. Mbuende Mitglied der Verfassungsgebenden Versammlung Namibias und war von 1990 bis 1993 Mitglied der Nationalversammlung und stellvertretender Minister für Landwirtschaft, Wasser und Ländliche Entwicklung. 1994 wurde er Exekutivsekretär der Südafrikanischen Entwicklungsgemeinschaft (SADC) in Gaborone, Botswana, verließ den Posten jedoch wieder 1999, auch weil u. a. die südafrikanische Regierung seine Absetzung wünschte.
2000 wurde er erneut Mitglied der Nationalversammlung in Windhoek und von 2002 bis 2004 stellvertretender Minister für Auswärtige Angelegenheiten. 2002 geriet Mbuende für seine zurückhaltende Kritik gegenüber Robert Mugabe in die Schlagzeilen, weil er Berichte über die politische Gewalt im Simbabwe für übertrieben hielt. 2004 wurde er schließlich zusammen mit Hidipo Hamutenya aus dem Außenministerium entlassen. Seit Dezember 2015 ist Mbuende Botschafter Namibias für Belgien und die Europäische Union.
2006 gelang Mbuende erneut ein politischer Neuanfang, als er durch Präsident Hifikepunye Pohamba zum Botschafter bei den Vereinten Nationen in der Nachfolge von Martin Andjaba ernannt wurde. Ende 2010 wurde er jedoch wieder – nicht zuletzt aus Kritik aus den Reihen der SWAPO-Jugendliga (SPYL) – erneut seiner politischen Verantwortung enthoben.
Mbuende ist verheiratet und hat drei Kinder. Neben seiner Muttersprache Otjiherero spricht er sieben weitere Sprachen (Afrikaans, Dänisch, Deutsch, Englisch, Oshiwambo, Schwedisch und Swahili).

## Veröffentlichungen (Auswahl)
- Namibia: the Broken Shield: Anatomy of Imperialism and Revolution. Nordiska Afrikainstitutet, Uppsala 1986.
- mit Peter Katjavivi und Per Frostin: Church and Liberation in Namibia. Pluto Press, London 1989.
- mit Rob Davies: Beyond the Rhetoric of Economic Partnership Agreements., Kapstadt 1996

## Mitgliedschaften
- seit 1991: Mitglied im Zentralkomitee der SWAPO